# Полянки (Ярославская область)
Полянки — село Ростовского района Ярославской области, входит в состав сельского поселения Семибратово.

## География
Расположено на берегу реки Сотьма в 8 км на северо-запад от центра поселения посёлка Семибратово и в 20 км на север от Ростова.

## История
Холодная пятиглавая церковь вмч. Георгия в селе построена в 1834 году. Теплая одноглавая церковь Димитрия Селунского построена в 1850 году.
В конце XIX — начале XX село входило в состав Ильинской волости Ярославского уезда Ярославской губернии.
С 1929 года село входило в состав Малитинского сельсовета Ростовского района, с 1954 года — в составе Татищевского сельсовета, с 2005 года — в составе сельского поселения Семибратово.

## Население
| 1859 | 1914 | 2007 | 2010 |
| ---- | ---- | ---- | ---- |
| 256  | ↘110 | ↘19  | ↘18  |

## Достопримечательности
В селе расположены недействующие церковь Георгия Победоносца (1834) и церкви Димитрия Солунского (1850).